# Serafino Filangieri
Riccardo Serafino Filangieri (Lapio, 24 aprile 1713 – Napoli, 14 settembre 1782) è stato un arcivescovo cattolico italiano.

## Biografia
Nacque a Lapio il 24 aprile 1713 con il nome di Riccardo, da Giovanni, principe di Arianiello del sedile di Nilo, e da Anna De Ponte, dama del sedile di Porto, figlia unica del duca di Flumeri. Nel 1732 entrò a far parte dell'Ordine di San Benedetto nel monastero dei Santi Severino e Sossio a Napoli ed assunse il nome di Serafino. Fu ordinato sacerdote il 31 marzo 1736.
Nel 1758, su proposta del ministro Bernardo Tanucci, fu nominato arcivescovo di Acerenza e Matera. Nel giugno 1762 divenne arcivescovo di Palermo, dove, nel 1763, si distinse particolarmente durante la carestia e per questo re Ferdinando lo nominò, nel dicembre 1770, cavaliere e gran cancelliere dell'Ordine di San Gennaro.
Dopo l'insurrezione di Palermo del 1773 che portò alla cacciata del viceré Giovanni Fogliani Sforza d'Aragona, il 21 settembre 1773 il Sacro consiglio lo nominò governatore interino (fino all'ottobre 1774) ed il suo primo compito fu quello di tassare le classi più abbienti. Dal 29 giugno dell'anno successivo fino al 20 ottobre 1775 fu presidente del Regno di Sicilia.
Nel febbraio 1776 fu nominato arcivescovo di Napoli, ma non cardinale: infatti papa Pio VI non amava la sua particolare "disinvoltura", ma di fronte alle pressanti richieste del re, per evitare una rottura diplomatica, gli concesse la sede, ma senza la porpora.
Nonostante ciò nel salone delle udienze della diocesi di Napoli, compare un ritratto del Filangieri con la porpora cardinalizia .
Il 28 marzo 1777 lo stesso re lo nominò cavaliere di gran croce dell'Ordine costantiniano di San Giorgio.
Morì a Napoli il 14 settembre 1782.

## Genealogia episcopale e successione apostolica
La genealogia episcopale è:
- Cardinale Scipione Rebiba
- Cardinale Giulio Antonio Santori
- Cardinale Girolamo Bernerio, O.P.
- Arcivescovo Galeazzo Sanvitale
- Cardinale Ludovico Ludovisi
- Cardinale Luigi Caetani
- Cardinale Ulderico Carpegna
- Cardinale Paluzzo Paluzzi Altieri degli Albertoni
- Cardinale Gaspare Carpegna
- Cardinale Fabrizio Paolucci
- Cardinale Giorgio Spinola
- Cardinale Thomas Philip Wallrad d'Alsace-Boussut de Chimay
- Cardinale Giuseppe Spinelli
- Arcivescovo Serafino Filangieri, O.S.B.

La successione apostolica è:
- Vescovo Giovanni Pietro Galletti, O.S.B. (1763)
- Vescovo Michele Scavo (1766)
- Vescovo Ugone Papé di Valdina (1773)